# Pinzano (stacja kolejowa)
Pinzano (włoski: Stazione di Pinzano) – stacja kolejowa w Pinzano al Tagliamento, w regionie Friuli-Wenecja Julijska, we Włoszech. Znajdują się tu 2 perony.

## Historia
Stacja została otwarta 16 stycznia 1912, kiedy otworto linię kolejową łączącą Spilimbergo z Casarsa. W dniu 1 listopada 1914 roku stacja zyskała połączenie z Gemona. 